# Corazon Aquino
Maria Corazon Sumulong Cojuangco Aquino, filipinska političarka, * 25. januar 1933, Paniqui, Tarlac, Filipini, † 1. avgust 2009, Makati.
Bila je predsednica Filipinov med letoma 1986 in 1992. Tako je bila prva ženska na tem položaju in prva ženska predsednica kake azijske države.